# 사자 자리 (영화)
《사자 자리》(Le Signe Du Lion, The Sign Of Leo)는 프랑스에서 제작된 에릭 로메르 감독의 1962년 드라마 영화이다. 제스 한 등이 주연으로 출연하였고 끌로드 샤브롤 등이 제작에 참여하였다. 원래 1959년 여름에 파리에서 촬영되었다가 1962년 5월이 되어서야 개봉되었다.

## 출연

### 주연
- 제스 한
- 미셀 지라르동

### 조연
- 밴 두드
- 폴 비스시글리아
- 폴 크로슈
- 스테판 오드랑